# Pega Vida
Pega Vida é o décimo terceiro álbum de estúdio e décimo sétimo álbum da banda brasileira de música pop Kid Abelha lançado originalmente em 2005.
Lançado no final de abril de 2005, traz letras sensuais e eróticas, como Poligamia e Eutransoelatransa; letras meio românticas com um estilo inconfundível em Pega Vida, Por Que Eu Não Desisto de Você?, Peito Aberto, Fala Meu Nome e também Eu Tou Tentando, uma letra analítica, como sempre faz Paula Toller, afinal, sempre estamos tentando algo; traz a regravação de Guilherme Lamounier, Será Que Pus um Grilo na Sua Cabeça? e outras músicas.
O primeiro sucesso a virar single foi, em 7 de março, quase um mês antes do lançamento do CD em si, Poligamia. Logo após o lançamento a música estourou, ficando entre as 10 mais nas melhores rádios do país. A segunda a ir para as rádios, em 3 de junho, foi Peito Aberto em três versões: a original, uma ao vivo e uma acústica, do DVD. O terceiro single foi Eu Tou Tentando no início de outubro. O 4º single é Por Que Eu Não Desisto de Você, lançado em março de 2006.
Realmente um ótimo CD, elogiado pela crítica, reportagens nos melhores jornais e revistas, apresentações em TV e shows por todo o Brasil. O CD foi um dos mais vendidos do ano e as músicas chegaram a ser primeiro lugar nas paradas de sucesso. As letras, como sempre, são de autoria de Paula Toller e a música de George Israel.
O DVD Pega Vida - Ao Vivo traz performances ao vivo realizadas em março e abril de 2005, incluindo todas as músicas do CD - ambos produzidos pelo inglês Paul Ralphes - e mais duas faixas extras (Teletema e Aumenta Que Isso Aí É Rock and Roll). Destaque para a participação especial de Donavon Frankenreiter em duas faixas bônus: King of the Free Ride e It Don´t Matter.

## Formação
- Paula Toller:Voz
- George Israel:Saxofone,Flauta,Violão,Guitarra e Vocais
- Bruno Fortunato:Guitarra

## Músicos de Apoio
- Laudir de Oliveira:Percussão
- Humberto Barros:Piano,Teclados,Orgão Hammond e Vocais
- Paul Ralphes:Baixo,Percussão,Teclados e Vocais
- Kadu Menezes:Bateria
- Rodrigo Santos:Baixo,Violão e Vocais
- Jefferson Victório:Trompete
- Bidu:Trombone

## Faixas do CD
1. Eu Tou Tentando
2. Poligamia
3. Pega Vida
4. Por que Eu Não Desisto de Você
5. Será que Eu Pus um Grilo na Sua Cabeça?
6. Peito Aberto'
7. Fala Meu Nome'
8. Mãe Natureza (Querência)
9. Duas Casas
10. Eutransoelatransa
11. Strip-tease
12. Órion

## Faixas adicionais do DVD
1. Aumenta Que Isso Aí É Rock and Roll
2. Teletema
3. King of the Free Ride (participação de Donavon Frankenreiter)
4. I Don't Matter (participação de Donavon Frankenreiter)
5. Por Que Eu Não Desisto de Você (acústico)
6. Peito Aberto (acústico)
7. Pega Vida (acústico)
8. Videoclipe Poligamia

## Premiação do DVD
- DVD de ouro

## Créditos
- Gerência artística: Daniel Silveira
- Coordenação executiva: Mauro Benzaquem
- Algumas guitarras (faixas 3, 5, 6, 8, 9, 10 e 11): Bruno Fortunato (em casa)
- Mixagem: Flávio Senna no Blue Estúdio
- Masterização: Classic Master por Carlinhos Freitas
- Projeto gráfico: Fernanda Villa-Lobos
- Desenhos: Mari Stockler
- Foto: Flávio Colker
- Coordenação gráfica: Geraldo Alves Pinto e Geysa Adnet